# Claudio Reyna
Claudio Alejandro Reyna (* 20. Juli 1973 in Livingston, New Jersey) ist ein ehemaliger US-amerikanischer Fußballspieler. Er ist seit dem 21. November 2019 Sportdirektor des MLS-Franchises Austin FC.

## Spielerkarriere

### Im Verein
Reyna spielte Collegefußball an der University of Virginia, wo er vom späteren US-amerikanischen Nationaltrainer Bruce Arena ausgebildet wurde. Reyna wurde im Jahr 1992 mit der Hermann Trophy und in den Jahren 1992 und 1993 mit dem MAC Award ausgezeichnet. Er wechselte 1995 nach Deutschland in die Bundesliga zu Bayer 04 Leverkusen, kam dort jedoch in seiner zweiten Saison nur noch auf sehr wenige Einsätze und wurde 1997 an den VfL Wolfsburg weitergegeben, wo er weitaus mehr Erfolg hatte. In Wolfsburg wurde er erster amerikanischer Mannschaftskapitän in einem größeren europäischen Fußballverein. Am 1. April 1999 wechselte er zu den Glasgow Rangers, für die er nahezu drei Jahre spielte. Im Dezember 2001 wechselte er für 6,7 Mio. Euro in die englische Premier League zum AFC Sunderland.
Im Oktober 2002 erlitt Reyna einen vorderen Kreuzbandriss in seinem Knie, welcher ihn für den Rest der Saison 2002/03 außer Gefecht setzte. Nach Sunderlands Abstieg in die First Division konnte der Verein Reynas hohes Gehalt nicht weiter finanzieren, sodass sich die „Black Cats“ im August 2003 für einen vorzeitigen Verkauf an Manchester City für nur noch 3,75 Mio. Euro entschieden. Reyna hatte auch in seiner ersten Saison für Manchester weitere Verletzungsprobleme, konnte sich jedoch zum Abschluss der Saison 2003/04 in die Anfangself spielen. Ende Januar 2007 löste er seinen Vertrag auf und wechselte in die Vereinigten Staaten zu den New York Red Bulls. Im Juli 2008 gab er seinen Rücktritt vom aktiven Fußball bekannt.

### In der Nationalmannschaft
Reyna absolvierte am 15. Januar 1994 sein erstes Länderspiel in der US-amerikanischen Nationalmannschaft gegen Norwegen. Er gehörte dem Kader der Nationalmannschaft für die WM 1994 an, konnte aber wegen einer Verletzung nicht eingesetzt werden. Reyna nahm danach auch an der WM 1998 und vor allem an der WM 2002 teil. Dort führte er im Jahr 2002 die US-amerikanische Nationalmannschaft bis in das Viertelfinale, in dem man sich dem späteren Finalisten Deutschland geschlagen geben musste. Er war der erste US-Amerikaner, der in das Allstar-Team einer Fußball-Weltmeisterschaft gewählt wurde. Bei der WM 2006 in Deutschland schied Kapitän Reyna mit seinem US-Team bereits in der Vorrunde aus.

## Erfolge
- Schottischer Meister: 1999, 2000
- Schottischer Pokalsieger: 2000
- Gold-Cup-Gewinner: 2002
- US-amerikanischer Fußballer des Jahres: 2000 (Journalisten-Wahl)

## Funktionärskarriere
Am 22. Mai 2013 übernahm Reyna das Amt des Sportdirektors beim New York City FC. Im November 2019 verabschiedete er sich aus New York und ging daraufhin zum Austin FC. Dort wurde er der erste Sportdirektor des neu entstandenen Franchise.

## Privates
Claudio Reyna ist der Sohn eines argentinischen Vaters und einer portugiesischen Mutter und besitzt neben der US-amerikanischen auch die portugiesische Staatsbürgerschaft.
Im Juli 1997 heiratete Reyna die ehemalige US-Nationalspielerin Danielle Egan. Zusammen haben die beiden vier Kinder. Am 19. Juli 2012 starb Reynas 13-jähriger Sohn an den Folgen seiner Krebserkrankung.
Sein 2002 geborener Sohn Giovanni trat in die Fußstapfen seines Vaters und spielte zuletzt in der Akademie des MLS-Franchises New York City FC, bevor er zu Borussia Dortmund in die U19 wechselte.

## Trivia
- In Großbritannien bekam er aufgrund seiner Kapitänsaufgabe in der amerikanischen Nationalmannschaft den Spitznamen Captain America.